# Liste de personnalités liées à Lorient
Cet article liste des personnalités liées à Lorient. Elles y sont nées, y ont vécu, y sont décédées et ont fortement influencé la ville ou ont eu une notoriété nationale.

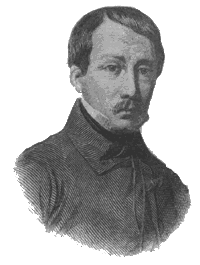
Auguste Brizeux.
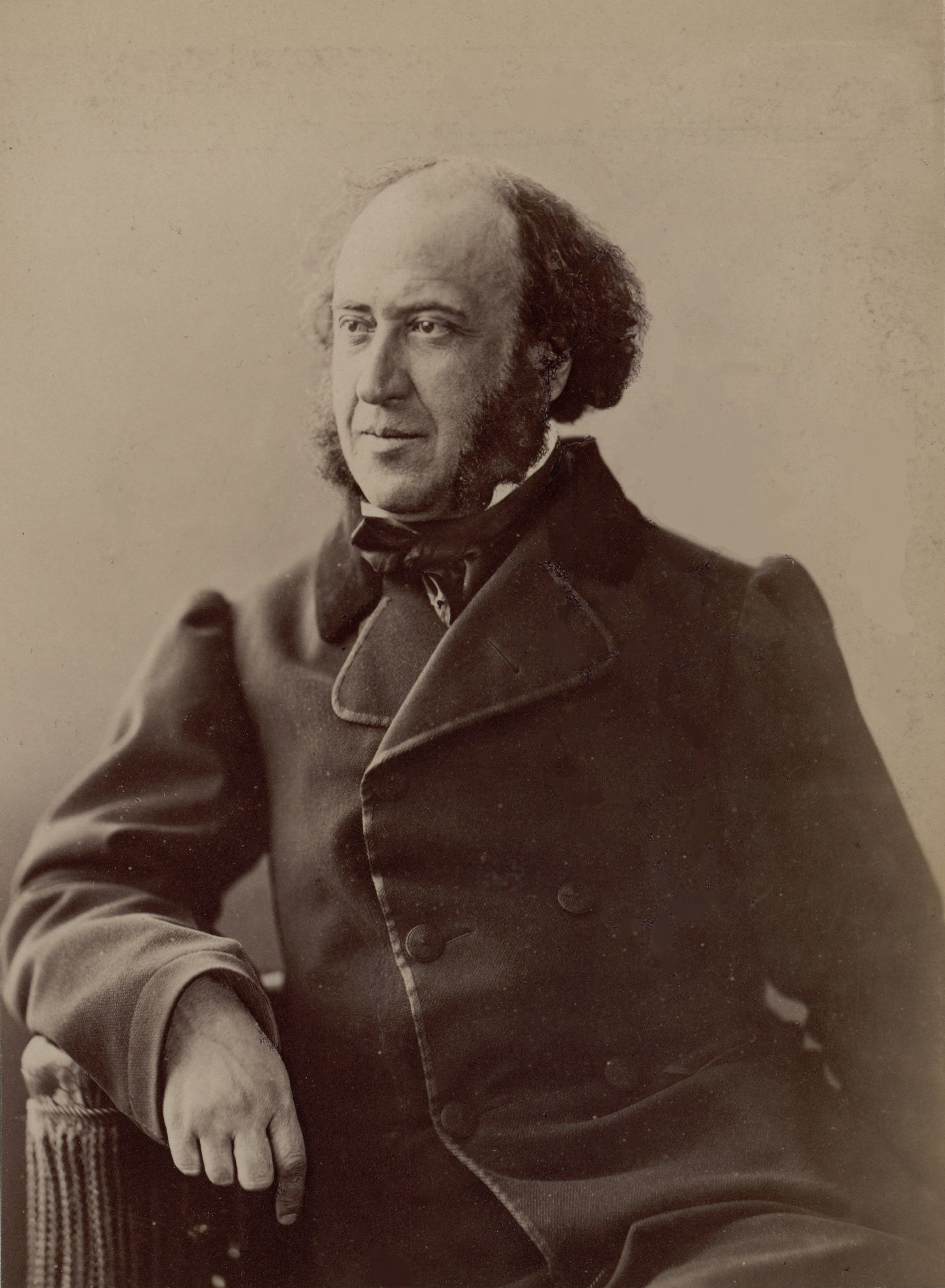
Jules Simon.
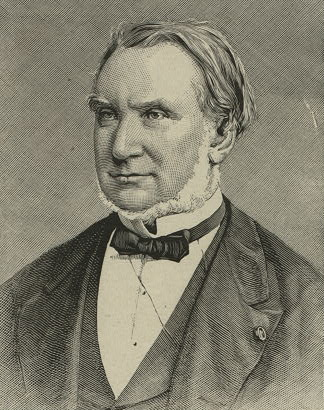
Henri Dupuy de Lôme.
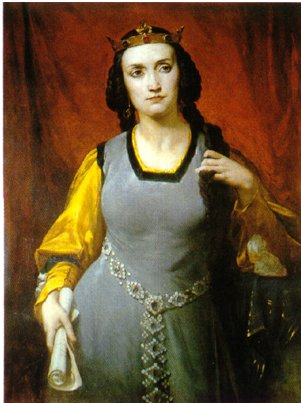
Marie Dorval.
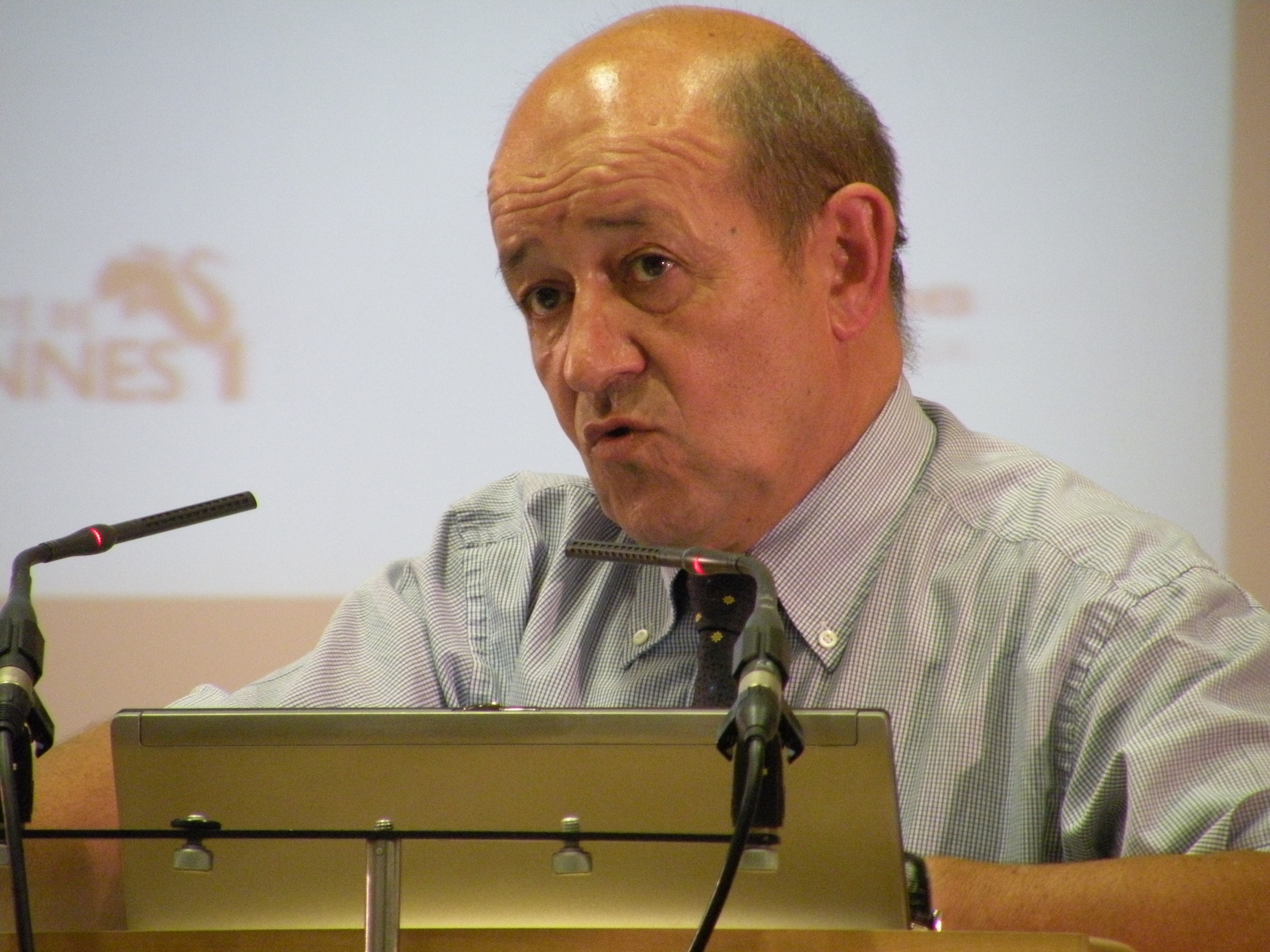
Jean-Yves Le Drian.
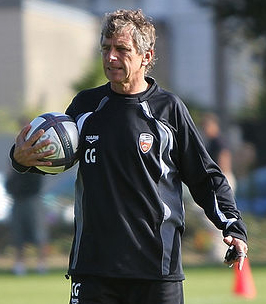
Christian Gourcuff.

## Artistes et écrivains
Par ordre alphabétique des noms de famille :
- Alcide de Beauchesne (1800-1873), né à Lorient, gentilhomme de la chambre du roi sous Louis XVIII, historien et écrivain.
- Auguste Brizeux (1803-1858), né à Lorient, poète.
- Jacques Cambry (1749-1807), né à Lorient, haut fonctionnaire, écrivain breton et français, fondateur de l'Académie celtique.
- André Degoul (1870-1946), né à Lorient, écrivain et journaliste.
- Madame de Stolz (1820-1892), née à Lorient, écrivaine
- Renaud Detressan, alias Gary Wicknam, né à Lorient, membre fondateur du groupe Soldat Louis, également connu pour sa carrière solo et compositeur de 2 morceaux sur l'album Marchand de cailloux de Renaud.
- Marie Dorval (1798-1849), née à Lorient, comédienne.
- Robert Fonta (1922-1976), peintre, dessinateur et graveur.
- Jean Baptiste Marie Fouque (1819-1880), décédé à Lorient.
- Irène Frain Le Pohon, née à Lorient en 1950, écrivaine.
- Ernest Hello (1828-1885), né à Lorient, écrivain.
- Viktor Lazlo, née à Lorient en 1960, chanteuse.
- Alcide Le Beau (1873-1943), né à Lorient, peintre.
- Emmanuelle Le Cam, née à Lorient en 1972, poétesse.
- Maurice Lederlé, né à Lorient en 1887, peintre, décorateur, graveur, aquarelliste et céramiste.
- Claude Lepoitevin, né à Lorient en 1936, peintre.
- René Lote (1883-1944), né à Lorient, écrivain et résistant français.
- Ernest Charles Théodore dit Erwan Marec (1888-1968), né à Lorient, administrateur maritime à Annaba et archéologue[1].
- Victor Massé (1822-1884), né à Lorient, compositeur.
- Auguste Nayel (1845-1909), né à Lorient, sculpteur, premier conservateur du musée de Lorient et cofondateur de la Société lorientaise des Beaux-Arts.
- Pierre-Ange Le Pogam née a Lorient en 1954 est acteur de cinéma et cofondateur de EuropaCorp
- Émile Rocher, né à Lorient en 1928, peintre, sculpteur, céramiste
- Rita Strohl, née à Lorient en 1865, compositrice et pianiste
- Michel Tonnerre, fonde à Lorient en 1970 avec Mikael Yaouank le groupe Djiboudjep et mène une carrière solo, auteur de chansons de marins (Mon petit garçon, Quinze marins, les Goëmonniers, etc.).
- Sophie Ulliac-Trémadeure (1794-1862) : femme de lettres et éducatrice.
- Jacques Vaché (1895-1919), né à Lorient, écrivain et dessinateur, a exercé une profonde influence sur les surréalistes et, tout particulièrement, sur André Breton.
- Nicole Vattier (1910-2007), née à Lorient, actrice française.

## Marins
Par ordre alphabétique des noms de famille :
- Édouard-Marie Amelot (1852-1926), né et décédé à Lorient.
- Jean-Baptiste Bompard (1757-1842), né à Lorient, a participé comme corsaire à la Guerre d'indépendance américaine, amiral.
- François Joseph Bouvet de Précourt (1753-1832), né à Lorient, vice-amiral et préfet maritime.
- Jean-Baptiste Chaigneau (1769-1832), né à Lorient, marin et consul de France en Cochinchine.
- Louis-Aimé Cosmao Dumanoir (1783-1864), décédé à Lorient.
- Pierre-François Forissier, né à Lorient en 1951, amiral français et chef d'état-major de la marine depuis 2008.
- Alain Gautier, né à Lorient en 1962, navigateur.
- Hervé Laurent, né à Lorient en 1957, navigateur.
- Raymond Rallier du Baty (1881-1978), né à Lorient, explorateur des îles Kerguelen.
- Antoine Schwerer (1862-1936), vice-amiral.

### Aviateur
- Marc Pourpe, aviateur né à Lorient en 1887, décédé en 1914.

## Femmes et hommes politiques
Par ordre alphabétique des noms de famille :
- Yves Allainmat (1906-1993), décédé à Lorient.
- Renée Conan (1938-2002), députée européenne écologiste.
- Frédéric Constant Cournet (1808-1852), député.
- Henri Dupuy de Lôme (1816-1885), né au Château de Soye (Ploemeur), ingénieur du génie maritime, créateur de l'hélice et du premier cuirassé La Gloire, concepteur du sous-marin Gymnote et du dirigeable « la galère », Député de Morbihan, membre de l'académie des sciences, sénateur inamovible ;
- Robert Gibrat (1904-1980), ingénieur français et ministre dans le gouvernement de Vichy ;
- Albert Gortais (1914-1992) : résistant, il recrute et organise un bataillon qui participe aux combats de libération de Lorient. Homme politique, il est après la Seconde Guerre mondiale un des fondateurs du MRP et  le secrétaire général adjoint de ce parti de 1945 à 1949 ;
- Pierre-Paul Guieysse (1841-1914), né à Lorient, cofondateur de La Dépêche de Lorient, député de Lorient, ministre des colonies ;
- Louis Guiguen (1910-2001), né à Lorient, résistant, interné, conseiller municipal de Lorient et député du Morbihan de 1945 à 1956 ;
- Christian Guyonvarc'h, né à Hennebont en 1964, ancien porte-parole de l'Union démocratique bretonne (UDB), il est adjoint au maire de Lorient puis vice-président du conseil régional de Bretagne avant d'en devenir en 2012 le rapporteur général du budget ;
- Louis L'Hévéder (1899-1946), né à Minihy-Tréguier (Côtes-d'Armor), professeur à Lorient, conseiller général du Morbihan, député de Lorient ;
- François Hippolyte Margonne (1755-1790), homme politique né à Lorient, député du tiers état aux états généraux de 1789.
- Guillaume Michel (1736-1811), Député du Morbihan, membre du tribunal ayant jugé le roi Louis XVI ;
- Jules Suisse, dit Jules Simon (1814-1896), né à Lorient, professeur de philosophie, ministre de l’Instruction publique, sénateur inamovible, membre de l'Académie française, président du conseil ;
- Emmanuel Svob (1874-1946), né à Nantes, pionnier du mouvement coopératif en Bretagne, maire de Lorient.
- Flavien Termet (2002-), né à Lorient, député des Ardennes

## Sportifs
Par ordre alphabétique des noms de famille :
- Jean Cochard, né à Brest en 1939, formé à Lorient, international de l'équipe de France d'athlétisme, médaillé de bronze des championnats d'Europe de Budapest en 1966 en battant le record de France, finaliste des jeux Olympiques de Tokyo en 1968 et actuel recordman de Bretagne du saut en longueur.
- Georges Eo, né à Lorient en 1948, footballeur français (milieu) et entraîneur du FC Nantes.
- Yvon Goujon, né à Lorient en 1937, international français de football.
- Christian Gourcuff, né à Hanvec (Finistère) en 1955, entraîneur emblématique du FC Lorient qui a permis au club de rejoindre l'élite du football français, il est le père de Yoann Gourcuff, né à Ploemeur, international de l'équipe de France de football (milieu).
- Ronan Le Crom, né à Lorient en 1974, footballeur français (gardien de but).
- Jérémy Morel, né à Quimperlé en 1984, footballeur français évoluant à l'Olympique lyonnais au poste de défenseur.
- Sam Sumyk, né à Lorient en 1967 ou 1968, entraîneur de tennis qui a coaché notamment Victoria Azarenka et Garbiñe Muguruza[2].
- Cyrille Watier, né à Lorient en 1972, ancien footballeur français. Meilleur buteur de l'histoire du Stade Malherbe de Caen.
- Romain Lagarde, né à Lorient en 1997, handballeur français, international de l'équipe de France de handball.

## Scientifiques
Par ordre alphabétique des noms de famille :
- Pierre Fatou (1878-1929), né à Lorient, mathématicien et astronome français.
- Nicole Le Douarin, née à Lorient en 1930, est une chercheuse en biologie et embryologie.
- Alfred Trescat, né en 1846 à Lorient et mort en 1908 à Lorient, historien et dessinateur de la Marine.

## Autres
Par ordre alphabétique des noms de famille :
- Jean-Paul Abadie (1958-), né à Lannemezan, cuisinier de l'année 2004 et chef du restaurant l'Amphitryon à Lorient pour lequel il a obtenu deux étoiles au Guide Michelin.
- Jacques Andrieux (1917-2005), né à Lorient, as français de la Seconde Guerre mondiale et Compagnon de la Libération.
- Émile Bertin (1840-1924), né à Nancy, ingénieur général du génie maritime, créateur de nombreux bâtiments de la marine nationale, présent au musée de la marine de Port-Louis (imposante maquette et une partie arrière du transport de troupes, vers la Cochinchine, le Mytho de sa conception).
- Louis Bodélio (1799-1887), médecin à Lorient et philanthrope.
- Louis de Bussy (1822-1903), ingénieur du génie maritime, présent à Lorient de 1846 à 1848 et de 1862 à 1885, comme directeur d'un chantier de l'Arsenal puis directeur des constructions navales. On lui doit notamment les cuirassés innovants : le Redoutable et la Dévastation, construits en acier à Lorient[3].
- Marie-Louise de Crussol d'Uzès (1904-1991), née à Lorient Marie-Louise Béziers, dite « la Marquise rouge », salonnière littéraire et politique parisienne, égérie d'Édouard Daladier et restauratrice du château d'Uzès[4].
- Louis-Antoine Dufilhol (1791-1864), né à Lorient, principal de l'École navale de Lorient, recteur de l'Académie de Rennes et folkloriste reconnu.
- Adolphe Duparc (1857-1946), né à Lorient, évêque de Quimper.
- Émile Marcesche (1868-1939), né à Lézigné (Maine-et-Loire), entrepreneur, président de la chambre de commerce de Lorient, il crée à Lorient la première caisse d'allocations familiales de France.
- Cyrille Simon Picquet (1774-1847), général des armées de la République et de l'Empire, y est né.
- Guillaume Marcellin Proteau (1772-1837), général des armées de la République et de l'Empire, y est décédé.
- Jean-Pierre Le Roch, (1929-2006) né à Lorient est un entrepreneur français, fondateur de l'enseigne Intermarché et plus largement du groupe de distribution Les Mousquetaires.
- Jacques Stosskopf (1898-1944), né à Paris, d'origine alsacienne, ingénieur général de l'armement à la base sous-marine de Lorient, résistant.
- Alphonse Tanguy (1896-1943), né à Lorient, ingénieur, résistant, membre du réseau Confrérie Notre-Dame.